# Grupo Desportivo Fabril
El Grupo Desportivo Fabril, anteriorment anomenat Grupo Desportivo CUF do Barreiro, és un club de futbol portuguès de la ciutat de Barreiro.

## Història
El club va ser fundat el 27 de gener de 1937. Evolució del nom:
- 1937: Grupo Desportivo CUF do Barreiro
- 1940: Unidos Futebol Clube do Barreiro
- 1944: Grupo Desportivo CUF do Barreiro
- 1978: Grupo Desportivo Quimigal do Barreiro
- 2000: Grupo Desportivo Fabril do Barreiro

El club ha jugat 23 temporades a la primera divisió portuguesa,

## Palmarès
- Segona divisió portuguesa de futbol: 
  - 1953-54
- AF Setúbal:
  - 1999-00, 2002-03, 2006-07, 2013-14
- Copa Intertoto:
  - 1974